# Pàrxino
Pàrxino (en rus: Паршино) és un poble de l'óblast de Tula, a Rússia, segons el cens del 2010 tenia 42 habitants.